# The Piper at the Gates of Dawn
The Piper at the Gates of Dawn là album phòng thu đầu tay của ban nhạc rock người Anh Pink Floyd, và là album duy nhất được thực hiện dưới sự dẫn dắt của Syd Barrett. Tên album đặt theo tên chương bảy cuối truyện thiếu nhi The Wind in the Willows của Kenneth Grahame và bìa album được thực hiện bởi Vic Singh dưới góc nhìn của kính vạn hoa, album được thu âm từ tháng 2-5, 1967. Nó được sản xuất bởi kỹ thuật viên Norman Smith của The Beatles, phát hành bởi EMI Columbia ở Vương quốc Anh vào tháng 8 và Tower Records ở Mỹ vào tháng 10.
Ban nhạc lưu diễn tại Mỹ cùng thời gian album được phát hành tại đó. Tại Vương quốc Anh, không có đĩa đơn nào được phát hành từ album, như tại Mỹ "Flaming" là đĩa đơn được chọn. Phiên bản tại Mỹ có danh sách bài hát được tái sắp xếp, và gồm cả đĩa đơn không album ở Anh, "See Emily Play". Hai bài hát từ album, "Astronomy Domine" và "Interstellar Overdrive", trở thành trung tâm trong các buổi biểu diễn của ban nhạc thời kỳ này, trong khi các bài hát khác chỉ được biểu diễn khi có thừa thời gian.
Từ khi được phát hành, album được tán thưởng và được coi là một trong những album psychedelic rock hay nhất, và quan trọng thập kỷ 1960, với các yếu tố cơ bản hình thành nên progressive rock. Năm 1973, nó được gộp chung với album thứ hai, A Saucerful of Secrets, và phát hành dưới tên A Nice Pair để giới thiệu cho các fan mới các phẩm đầu tiên của ban nhạc sau sự thành công của The Dark Side of the Moon. Phiên bản kỷ niệm đặc biệt của The Piper at the Gates of Dawn được tái phát hành vào năm 1997 và 2007, để kỷ nhiệm các ba mươi và bốn mươi năm ngày phát hành album, cùng với các bài hát thêm. The Piper at the Gates of Dawn đạt vị trí số 347 trên danh sách "500 album vĩ đại nhất mọi thời đại" của Rolling Stone.

## Bối cảnh
Roger Waters, Nick Mason, Richard Wright và Syd Barrett đã biểu diễn dưới nhiều tên nhóm từ năm 1962, và bắt đầu biểu diễn dưới tên "The Pink Floyd Sound" năm 1965. Họ trở thành nghệ sĩ chuyên nghiệp vào ngày 1 tháng 2 năm 1967 khi ký hợp đồng với EMI, với thù lao trả trước £5,000. Đĩa đơn đầu tiên của họ, viết về 1 người đàn ông ăn trộm đồ lót phụ nữ "Arnold Layne," phát hành 11 tháng 3, đã gây ra sự tranh cãi – và Radio London từ chối phát nó.
Khoảng ba tuần sau khi ban nhạc được giới thiệu với truyền thông chính thống. EMI xuất bản thông báo ban nhạc là "những phát ngôn viên cho trào lưu thử nghiệm trong mọi hình thức nghệ thuật" nhưng EMI cũng cố gắng tách họ khỏi the underground scene "Pink Floyd không biết những gì mọi người mong ở psychedelic và không cố tạo hiệu ứng ảo giác cho họ". Ban nhạc trở lại phòng thu Sound Techniques để thu âm đĩa đơn tiếp theo, "See Emily Play," ngày 18 tháng 5. Đĩa đơn được phát hành sau gần một tháng, ngày 16 tháng 6, và đạt vị trí số sáu trên bảng xếp hạng tại Anh.
Mặc dù ban nhạc bị báo chí cho là dùng LSD (một chất kích thích), chỉ Barrett là dùng LSD; Ray B. Browne và Pat Browne gọi Barrett là "người duy nhất dùng ma túy trong ban nhạc".

## Ghi âm
Hợp đồng thu âm của ban nhạc tương đối tệ vào thời điểm đó: một khoản tạm ứng 5.000 bảng trong năm năm, tiền bản quyền thấp và không có thời gian ở studio miễn phí. Tuy nhiên, điều đó cho phép họ phát triển album và EMI, không chắc chắn chính xác loại ban nhạc họ đã ký hợp đồng, đã cho họ quyền tự do ghi lại bất cứ điều gì họ muốn. [18]
Họ có nghĩa vụ thu âm album đầu tiên của họ tại EMI's Abbey Road Studios ở London, [11] [19] được giám sát bởi nhà sản xuất Norman Smith, [11] [20] một nhân vật trung tâm trong các cuộc đàm phán của Pink Floyd với EMI. [21] Kỹ sư Pete Bown, người đã cố vấn Smith, đã giúp đảm bảo rằng album có âm thanh độc đáo, thông qua thử nghiệm của ông với thiết bị và kỹ thuật ghi âm. [22] Bown, được hỗ trợ bởi người quản lý phòng thu David Harris, thiết lập micro một tiếng trước khi các buổi thu âm bắt đầu. Các lựa chọn micrô của Bown hầu hết khác với các lựa chọn được Smith sử dụng để ghi lại các buổi thu âm EMI của Beatles. [23] Vì tiếng hát của Barrett nhỏ, anh được đưa vào một phòng cách ly để hát các phần của mình. [23] ADT đã được sử dụng để thêm các lớp tiếng vang cho giọng hát và một số nhạc cụ. [24] Album bao gồm việc sử dụng tiếng vang và âm vang nặng nề khác thường để tạo ra âm thanh độc đáo của riêng nó. Phần lớn hiệu ứng vang dội đến từ một bộ máy dội âm Elektro-Mess-Technik-plate những chiếc EMT 140 được tùy chỉnh chứa các tấm kim loại mỏng dưới sức căng - và phòng vang dội của phòng thu được xây dựng vào năm 1931. [24] [25]
Album được tạo thành từ hai loại: những đoạn ngẫu hứng dài từ các buổi biểu diễn của ban nhạc và các bài hát ngắn hơn mà Barrett đã viết. [26] Barrett ngày càng sử dụng nhiều LSD qua các buổi ghi âm của album. [27] Mặc dù trong cuốn tự truyện năm 2005, Mason nhớ lại các buổi thu âm là tương đối rắc rối, Smith không đồng ý và cho rằng Barrett không phản hồi với những lời đề nghị và chỉ trích mang tính xây dựng của ông. [28] [29] Trong nỗ lực xây dựng mối quan hệ với ban nhạc, Smith đã chơi nhạc jazz trên piano trong khi ban nhạc tham gia. Những đoạn chơi  này có ích với Waters, và Wright, người "laid-back". Những nỗ lực kết nối với Barrett của Smith kém hiệu quả hơn: "Với Syd, cuối cùng tôi nhận ra mình đang lãng phí thời gian." [30] Smith sau đó thừa nhận rằng những ý tưởng âm nhạc truyền thống của anh có phần mâu thuẫn với psychedelic rock mà Pink Floyd theo đuổi. Tuy nhiên, anh ta đã xoay xở để "discourage the live ramble", người quản lý ban nhạc Peter Jenner đã nói, hướng dẫn ban nhạc sản xuất các bài hát với độ dài dễ quản lý hơn. [11] [31]
Barrett viết tám bài hát của album và đóng góp cho hai bản hòa tấu được ghi cho toàn bộ ban nhạc, Waters sáng tác duy nhất "Take Up Thy Stethcop and Walk". [32] Mason nhớ lại cách album "được ghi lại theo cách mà người ta có thể gọi là cách thức cũ: khá nhanh chóng. Thời gian trôi qua, chúng tôi bắt đầu ghi âm ngày càng dài hơn." [33]
Ghi âm bắt đầu vào ngày 21 tháng 2 [35] 6 lần [36] "Matilda Mother", sau đó được gọi là "Matilda's Mother". [26] [37] Tuần tiếp theo, vào ngày 27, [38] ban nhạc đã ghi lại năm bản "Interstellar Overdrive", [nb 2] [nb 3] [39] và "Chapter 24". [38] [40] Vào ngày 16 tháng 3, ban nhạc đã có một buổi ghi âm "Interstellar Overdrive", trong nỗ lực tạo ra một phiên bản ngắn hơn, [41] và "Flaming" (ban đầu có tên "Snowing"), được ghi lại trong một lần duy nhất [42] với một giọng ca ghi đè. [25] Vào ngày 19 tháng 3, sáu bản "The Gnome" đã được ghi âm. [25] [43] Ngày hôm sau, ban nhạc đã thu âm "Take Up Thy Stethoscope and Walk" của Waters. [43] [44] Vào ngày 21 tháng 3, ban nhạc được mời xem Beatles thu âm "Lovely Rita". [45] [46] Ngày hôm sau, họ đã ghi lại "The Scarecrow" trong một lần. [47] [48] Ba bài hát tiếp theo - "Astronomy Domine", [nb 4] "Interstellar Overdrive" và "Pow R. Toc H." - đã được làm việc trải dài từ ngày 21 tháng 3 đến ngày 12 tháng 4, [51] ban đầu là các đoạn hòa tấu dài. [49] Từ ngày 12 đến 18 tháng 4, [52] ban nhạc đã thu âm "Percy the Rat Catcher" [nb 5] và một ca khúc hiện chưa được phát hành có tên "She Was a Millionaire". [55] [56] [57]
"Percy the Rat Catch" đã được ghi đè trong năm buổi thu âm và sau đó được mix vào cuối tháng 6, cuối cùng được đặt tên là "Lucifer Sam". [33] Viết nhạc cho phần lớn album được ghi có duy nhất vào Barrett, với các bài hát như "Bike" đã được viết vào cuối năm 1966 trước khi album được bắt đầu. [26] [58] [59] "Bike" được thu âm vào ngày 21 tháng 5 năm 1967 và ban đầu có tên "The Bike Song". [26] Đến tháng 6, việc sử dụng LSD ngày càng nhiều của Barrett trong dự án thu âm khiến anh ta trông có vẻ suy nhược rõ rệt. [27]

## Danh sách bài hát
Tất cả bài hát được sáng tác và soạn bởi Syd Barrett, các sáng tác khác được ghi chú bên.
Ấn bản ở Anh
| Mặt một | Mặt một                                                     | Mặt một                                    | Mặt một    |
| STT     | Nhan đề                                                     | Hát chính                                  | Thời lượng |
| ------- | ----------------------------------------------------------- | ------------------------------------------ | ---------- |
| 1.      | "Astronomy Domine"                                          | Barrett và Richard Wright                  | 4:12       |
| 2.      | "Lucifer Sam"                                               | Barrett                                    | 3:07       |
| 3.      | "Matilda Mother"                                            | Wright và Barrett                          | 3:08       |
| 4.      | "Flaming"                                                   | Barrett                                    | 2:46       |
| 5.      | "Pow R. Toc H." (Barrett, Roger Waters, Wright, Nick Mason) | Không lời, đọc thoại bởi Barrett và Waters | 4:26       |
| 6.      | "Take Up Thy Stethoscope and Walk" (Waters)                 | Waters                                     | 3:05       |

| Mặt hai | Mặt hai                                                   | Mặt hai   | Mặt hai    |
| STT     | Nhan đề                                                   | Hát chính | Thời lượng |
| ------- | --------------------------------------------------------- | --------- | ---------- |
| 1.      | "Interstellar Overdrive" (Barrett, Waters, Wright, Mason) | Không lời | 9:41       |
| 2.      | "The Gnome"                                               | Barrett   | 2:13       |
| 3.      | "Chapter 24"                                              | Barrett   | 3:42       |
| 4.      | "The Scarecrow"                                           | Barrett   | 2:11       |
| 5.      | "Bike"                                                    | Barrett   | 3:21       |

Ấn bản ở Mỹ
| Mặt một | Mặt một                                          | Mặt một           | Mặt một    |
| STT     | Nhan đề                                          | Hát chính         | Thời lượng |
| ------- | ------------------------------------------------ | ----------------- | ---------- |
| 1.      | "See Emily Play"                                 | Barrett           | 2:53       |
| 2.      | "Pow R. Toc H." (Barrett, Waters, Wright, Mason) | Barrett và Waters | 4:26       |
| 3.      | "Take Up Thy Stethoscope and Walk" (Waters)      | Waters            | 3:05       |
| 4.      | "Lucifer Sam"                                    | Barrett           | 3:07       |
| 5.      | "Matilda Mother"                                 | Wright và Barrett | 3:08       |

| Mặt hai | Mặt hai                                                   | Mặt hai   | Mặt hai    |
| STT     | Nhan đề                                                   | Hát chính | Thời lượng |
| ------- | --------------------------------------------------------- | --------- | ---------- |
| 1.      | "The Scarecrow"                                           | Barrett   | 2:11       |
| 2.      | "The Gnome"                                               | Barrett   | 2:13       |
| 3.      | "Chapter 24"                                              | Barrett   | 3:42       |
| 4.      | "Interstellar Overdrive" (Barrett, Waters, Wright, Mason) | Không lời | 9:41       |

Phiên bản kỷ niệm 40 năm phát hành
| Đĩa một | Đĩa một                                                            | Đĩa một                   | Đĩa một    |
| STT     | Nhan đề                                                            | Hát chính                 | Thời lượng |
| ------- | ------------------------------------------------------------------ | ------------------------- | ---------- |
| 1.      | "Astronomy Domine (Mono)"                                          | Barrett và Richard Wright | 4:17       |
| 2.      | "Lucifer Sam (Mono)"                                               | Barrett                   | 3:09       |
| 3.      | "Matilda Mother (Mono)"                                            | Wright và Barrett         | 3:05       |
| 4.      | "Flaming (Mono)"                                                   | Barrett                   | 2:46       |
| 5.      | "Pow R. Toc H. (Mono)" (Barrett, Roger Waters, Wright, Nick Mason) | Barrett và Waters         | 4:24       |
| 6.      | "Take Up Thy Stethoscope and Walk (Mono)" (Waters)                 | Waters                    | 3:07       |
| 7.      | "Interstellar Overdrive (Mono)" (Barrett, Waters, Wright, Mason)   | Không lời                 | 9:41       |
| 8.      | "The Gnome (Mono)"                                                 | Barrett                   | 2:14       |
| 9.      | "Chapter 24 (Mono)"                                                | Barrett                   | 3:53       |
| 10.     | "The Scarecrow (Mono)"                                             | Barrett                   | 2:10       |
| 11.     | "Bike (Mono)"                                                      | Barrett                   | 3:27       |

| Đĩa hai | Đĩa hai                                                              | Đĩa hai                   | Đĩa hai    |
| STT     | Nhan đề                                                              | Hát chính                 | Thời lượng |
| ------- | -------------------------------------------------------------------- | ------------------------- | ---------- |
| 1.      | "Astronomy Domine (Stereo)"                                          | Barrett và Richard Wright | 4:14       |
| 2.      | "Lucifer Sam (Stereo)"                                               | Barrett                   | 3:07       |
| 3.      | "Matilda Mother (Stereo)"                                            | Wright và Barrett         | 3:08       |
| 4.      | "Flaming (Stereo)"                                                   | Barrett                   | 2:46       |
| 5.      | "Pow R. Toc H. (Stereo)" (Barrett, Roger Waters, Wright, Nick Mason) | Barrett and Waters        | 4:26       |
| 6.      | "Take Up Thy Stethoscope and Walk (Stereo)" (Waters)                 | Waters                    | 3:06       |
| 7.      | "Interstellar Overdrive (Stereo)" (Barrett, Waters, Wright, Mason)   | Không lời                 | 9:40       |
| 8.      | "The Gnome (Stereo)"                                                 | Barrett                   | 2:13       |
| 9.      | "Chapter 24 (Stereo)"                                                | Barrett                   | 3:42       |
| 10.     | "The Scarecrow (Stereo)"                                             | Barrett                   | 2:11       |
| 11.     | "Bike (Stereo)"                                                      | Barrett                   | 3:24       |

| Đĩa ba | Đĩa ba                                          | Đĩa ba    | Đĩa ba     |
| STT    | Nhan đề                                         | Hát chính | Thời lượng |
| ------ | ----------------------------------------------- | --------- | ---------- |
| 1.     | "Arnold Layne"                                  | Barrett   | 2:57       |
| 2.     | "Candy and a Currant Bun"                       | Barrett   | 2:45       |
| 3.     | "See Emily Play"                                | Barrett   | 2:54       |
| 4.     | "Apples and Oranges"                            | Barrett   | 3:05       |
| 5.     | "Paintbox" (Wright)                             | Wright    | 3:45       |
| 6.     | "Interstellar Overdrive (Take 2) (French Edit)" | Không lời | 5:15       |
| 7.     | "Apples and Oranges (Stereo)"                   | Barrett   | 3:11       |
| 8.     | "Matilda Mother (Alternative)"                  | Barrett   | 3:09       |
| 9.     | "Interstellar Overdrive (Take 6)"               | Không lời | 5:03       |

## Thành phần tham gia
| Pink Floyd - Syd Barrett – lead guitar, hát - Roger Waters – bass, hát - Rick Wright – Farfisa Compact Duo organ, Hammond organ, piano, celesta (không được ghi chú), hát (không được ghi chú) - Nick Mason (dưới tên "Nicky Mason") – trống, bộ gõ | Sản xuất - Syd Barrett – ý tưởng bìa album - Peter Bown – kỹ thuật - Peter Jenner – hát trong "Astronomy Domine" (không được ghi chú) - Vic Singh – nhiếp ảnh bìa album - Norman Smith – sản xuất, chỉnh âm và nhạc cụ, trống trong "Interstellar Overdrive" |

## Vị trí bảng xếp hạng
| Năm  | BXH                              | Vị trí |
| ---- | -------------------------------- | ------ |
| 1967 | UK Albums Chart                  | 6      |
| 1967 | Billboard Pop Albums             | 131    |
| 1997 | UK Albums Chart                  | 44     |
| 2007 | UK Albums Chart                  | 22     |
| 2007 | Norwegian Record Charts          | 10     |
| 2007 | Swedish Record Charts            | 43     |
| 2007 | Swiss Charts                     | 87     |
| 2007 | German Charts                    | 48     |
| 2007 | Belgian Record Charts (Flanders) | 28     |
| 2007 | Belgian Record Charts (Wallonia) | 39     |
| 2007 | Dutch Charts                     | 46     |
| 2007 | Italian Charts                   | 16     |
| 2007 | Spanish Record Charts            | 70     |